# Альфредо Краус
Альфре́до Кра́ус Трухи́льо (ісп. Alfredo Kraus Trujillo; *24 листопада 1927, Лас-Пальмас-де-Гран-Канарія, Канарські острови, Іспанія — †10 вересня 1999, Мадрид, Іспанія) — іспанський оперний співак, ліричний тенор.

## Біографія
Народився в Лас-Пальмасі на Канарських островах 24 листопада 1927 року в мішаній родині: його мати іспанка, батько австрієць. Краус починав навчання музики у віці чотирьох років з гри на фортепіано, з восьми років співав у церковному хорі парафії католицької чернечої конгрегації Кларетинців. Інтерес до музики в нього стрімко зростав і він почав брати приватні уроки співу. По закінченню школи Альфредо Краус мав намір зайнятися музикою професійно, однак, за наполяганням батька вступив на факультет електротехніки місцевого університету. Проте музики він не покинув, співає в університетському хорі.
Краус дебютував на професійній оперній сцені 1956 року в Каїрі в партії Герцога в Ріголетто Верді. З 1959 виступав в Ла Скала (дебют в партії Ельвіно в опері "Сомнамбула"), в тому ж році співав у Ковент Гардені партію Едгара в Лючії ді Ламмермур разом з Джоан Сазерленд, в 1961 році мав успіх в Римі (Альфред). У 1962 році здійснив свій американський дебют на сцені Ліричної опери Чикаго, а 1966 року дебютував в Метрополітен-опера в партії Герцога. У 1969 виконав блискуче партію Дона Оттавіо в опері Дон Жуан на Зальцбурзькому фестивалі (диригент Караян).
Надалі Альфредо Краус виконав багато тенорових партій в італійських операх, зокрема «Лукреція Борджіа», «Дочка полку», «Лінда ді Шамуні», «Дон Паскуале», «Фаворитка» Доніцетті, «Пуритани». Також у французьких операх «Пертська красуня», «Шукачі перлин», «Німа з Портичі» Даніеля Обера, Лакме Лео Доліба, «Манон» і «Вертер» Жуля Массне, «Фауст» і «Ромео і Джульєтта» Шарля Гуно. Співав також в операх Моцарта «Так чинять усі» і «Дон Жуан».
Брав участь у відкритті Опери Бастилія у 1989 році. У 1991-92 рр. знову в Ковент-Гардені (Гофман в опері Казки Гофмана, Неморіно). 1996 року виконав партію Вертера в Цюриху. Серед партій також Фауст, Де Гріє в Манон, Альмавіва.
Альфредо Краус брав участь у записах опер з Ренатою Тебальді, Елізабет Шварцкопф, Ренатою Скотто, Етторе Бастіаніні, Монсеррат Кабальє.
Багато цінителів опери вважають Крауса найкращим легким ліричним тенором свого покоління. Мав досконалу вокальну техніку, що вирізнялась віртуальним володінням голосу, досконалим звуковидобуванням, чіткістю дикції. Мав чіткий і дзвінкий тембр, з дещо металевим звуком.
Альфредо Краус уникав ролей, могли викликати перевтому і зношування голосу що дозволило навіть у похилому віці зберегти чудову вокальну форму.
Втрата дружини в 1997 році вплинула на Крауса так сильно, що він перестав виступати на вісім місяців. І врешті він знійшов сили повернутися на сцену.
Помер Краус 10 вересня 1999 року в Мадриді, у віці 71 року, після тривалої хвороби.